# Fútbol Club Barcelona (ciclismo)
La sección de ciclismo del Fútbol Club Barcelona fue una sección del club actualmente desaparecida.

## Historia
La sección se creó el 1927, incorporando grandes estrellas en aquel momento como Mariano Cañardo o Miguel Mucio. Consiguió victorias en pruebas como la Volta a Catalunya o la Vuelta a España. En el año 1943 desapareció por motivos económicos.
En el 2003, el presidente del club, Joan Laporta, quiso recuperar la sección. Se intentó hacer un proyecto para ciclistas amateurs que tenía como director deportivo a Melcior Mauri. Pero el 2007, nuevamente por problemas económicos se decidió cerrar la sección.

## Principales ciclistas
| - Mariano Cañardo - Julio Borrás - Joan Juan - Miguel Mucio - Joan Mateu Ribé - José Campamá | - Julián Berrendero - Federico Ezquerra - Antonio Andrés Sancho - Diego Cháfer - Manuel Costa - Agustín Miró | - Antonio Destrieux - Juan Gimeno - Manuel Izquierdo - Fermín Trueba - Fernando Murcia - Delio Rodríguez |

## Palmarés
- 1º a la Volta a Cataluña de 1927 (con Mariano Cañardo)
- 1º a la Volta a Cataluña de 1941 (con Antonio Andrés Sancho) y la clasificación por equipos
- 1º a la Volta a Cataluña de 1942 (con Federico Ezquerra) y la clasificación por equipos
- 1º a la Clasificación por equipos de la Vuelta a España de 1942
- 1º a la Volta a Cataluña de 1943 (con Julián Berrendero) y la clasificación por equipos